# Morti nel 1996/Dicembre
| Questa pagina contiene informazioni ricavate automaticamente dalle voci biografiche con l'ausilio del template Bio e di un bot. L'aggiornamento è periodico e automatico e ricostruisce completamente la pagina. Se manca una persona in questa lista, sei pregato di non aggiungerla, ma accertati piuttosto che la sua voce biografica contenga il template Bio e che i dati anagrafici siano correttamente compilati. Se il template Bio manca, inseriscilo tu stesso o, in alternativa, metti l'avviso {{tmp\|Bio}} che ne segnala la mancanza. Se i dati riportati sono sbagliati, correggi direttamente la voce biografica; le modifiche saranno visibili in questa lista entro pochi giorni. Per chiarimenti vedi il progetto biografie. La lista contiene solo le 113 persone che sono citate nell'enciclopedia e per le quali è stato implementato correttamente il template Bio. Pagina aggiornata al 10 mag 2025. |

- 1º dicembre - Irving Gordon, compositore statunitense (n. 1915)
- 1º dicembre - Jacek Gutowski, sollevatore polacco (n. 1960)
- 1º dicembre - Jan G. Waldenström, medico svedese (n. 1906)
- 2 dicembre - Jean Jérôme Hamer, cardinale e arcivescovo cattolico belga (n. 1916)
- 3 dicembre - Georges Duby, storico francese (n. 1919)
- 3 dicembre - Babrak Karmal, politico afghano (n. 1929)
- 3 dicembre - J. Arthur Seebach, matematico statunitense (n. 1938)
- 3 dicembre - Karl Skifjeld, calciatore norvegese (n. 1920)
- 4 dicembre - Willard Parker, attore statunitense (n. 1912)
- 5 dicembre - Annamaria Baratta, cantante italiana (n. 1950)
- 5 dicembre - Paolino Limongi, diplomatico e arcivescovo cattolico italiano (n. 1914)
- 5 dicembre - Guglielmo Matucci, arbitro di calcio italiano (n. 1913)
- 5 dicembre - Serge Monast, giornalista, poeta e saggista canadese (n. 1945)
- 5 dicembre - Adolf Bredo Stabell, diplomatico norvegese (n. 1908)
- 6 dicembre - Victor Bruns, fagottista e compositore tedesco (n. 1904)
- 6 dicembre - Ervardo Fioravanti, pittore, incisore e disegnatore italiano (n. 1912)
- 6 dicembre - Harry Babcock, giocatore di football americano statunitense (n. 1930)
- 6 dicembre - ʿAbd al-Ḥamīd Kishk, predicatore egiziano (n. 1933)
- 6 dicembre - Pete Rozelle, dirigente sportivo statunitense (n. 1926)
- 6 dicembre - Willem Verloren Van Themaat, linguista, esperantista e traduttore olandese (n. 1931)
- 7 dicembre - José Donoso, scrittore e giornalista cileno (n. 1924)
- 7 dicembre - Giuseppe Perego, fumettista e illustratore italiano (n. 1915)
- 7 dicembre - Phillip Reed, attore statunitense (n. 1908)
- 7 dicembre - Ryszard Szymczak, calciatore polacco (n. 1944)
- 8 dicembre - Giuseppe Lanave, vescovo cattolico italiano (n. 1912)
- 8 dicembre - Howard Rollins, attore statunitense (n. 1950)
- 8 dicembre - Marin Sorescu, poeta, drammaturgo e romanziere romeno (n. 1936)
- 9 dicembre - June Carlson, attrice statunitense (n. 1924)
- 9 dicembre - Mary Leakey, archeologa britannica (n. 1913)
- 9 dicembre - Lee Ki-joo, calciatore sudcoreano (n. 1926)
- 9 dicembre - Alain Poher, politico francese (n. 1909)
- 10 dicembre - Faron Young, cantante statunitense (n. 1932)
- 12 dicembre - Mina d'Albore, soprano italiano (n. 1908)
- 12 dicembre - Larry Gates, attore statunitense (n. 1915)
- 12 dicembre - Anton Moravčík, calciatore cecoslovacco (n. 1931)
- 12 dicembre - Vance Packard, giornalista e sociologo statunitense (n. 1914)
- 12 dicembre - Nilo Piccoli, politico italiano (n. 1911)
- 13 dicembre - Cáo Yǔ, drammaturgo e sceneggiatore cinese (n. 1910)
- 13 dicembre - Francesco Gabrieli, orientalista italiano (n. 1904)
- 13 dicembre - Eulace Peacock, velocista e lunghista statunitense (n. 1914)
- 13 dicembre - Ugo Zaniboni Ferino, generale e storico italiano (n. 1897)
- 14 dicembre - John Craven, calciatore inglese (n. 1947)
- 14 dicembre - Walter D'Odorico, calciatore italiano (n. 1913)
- 14 dicembre - Gaston Miron, poeta, scrittore e editore canadese (n. 1928)
- 14 dicembre - Giorgio Solaroli di Briona, nobile, militare e aviatore italiano (n. 1918)
- 15 dicembre - Giuseppe Dossetti, presbitero, giurista e politico italiano (n. 1913)
- 15 dicembre - Gioacchino Giangregorio, politico italiano (n. 1921)
- 16 dicembre - Quentin Bell, storico dell'arte e scrittore britannico (n. 1910)
- 16 dicembre - Sven Bergqvist, calciatore e hockeista su ghiaccio svedese (n. 1914)
- 16 dicembre - Charlie Epperson, cestista statunitense (n. 1919)
- 16 dicembre - Carlo Reguzzoni, allenatore di calcio e calciatore italiano (n. 1908)
- 16 dicembre - Vera Rjabuškina, cestista sovietica (n. 1917)
- 16 dicembre - Michèle Rubli, sciatrice alpina svizzera (n. 1951)
- 16 dicembre - Jean Zuccarelli, politico francese (n. 1907)
- 16 dicembre - Laurens van der Post, scrittore e esploratore sudafricano (n. 1906)
- 17 dicembre - Francesco Albertini, politico italiano (n. 1906)
- 17 dicembre - Mario Di Lazzaro, matematico e politico italiano (n. 1926)
- 17 dicembre - Johannes Kaiser, velocista tedesco (n. 1936)
- 17 dicembre - Li Han-hsiang, regista cinese (n. 1926)
- 17 dicembre - Francesco Siciliani, direttore artistico e compositore italiano (n. 1911)
- 17 dicembre - Sun Yaoting, cinese (n. 1902)
- 17 dicembre - Stanko Todorov, politico bulgaro (n. 1920)
- 17 dicembre - François Tuefferd, fotografo e gallerista francese (n. 1912)
- 18 dicembre - Giuseppe Avellone, politico italiano (n. 1932)
- 18 dicembre - Irving Caesar, compositore e paroliere statunitense (n. 1895)
- 18 dicembre - Claudio Villi, politico e fisico italiano (n. 1922)
- 19 dicembre - Ejvind Hansen, canoista danese (n. 1924)
- 19 dicembre - Ronald Howard, attore e scrittore britannico (n. 1918)
- 19 dicembre - Marcello Mastroianni, attore italiano (n. 1924)
- 19 dicembre - Ico Parisi, architetto, designer e fotografo italiano (n. 1916)
- 20 dicembre - Emilio Barbero, calciatore italiano (n. 1919)
- 20 dicembre - Melio Bettina, pugile statunitense (n. 1916)
- 20 dicembre - Amata Kabua, politico marshallese (n. 1928)
- 20 dicembre - Carl Sagan, astronomo, divulgatore scientifico e autore di fantascienza statunitense (n. 1934)
- 21 dicembre - Enrico Benedetti, hockeista su ghiaccio italiano (n. 1940)
- 21 dicembre - Carmelo Cappello, scultore italiano (n. 1912)
- 21 dicembre - Narciso Donzelli, calciatore italiano (n. 1932)
- 21 dicembre - Kálmán Hazai, pallanuotista ungherese (n. 1913)
- 21 dicembre - Alfred Tonello, ciclista su strada francese (n. 1929)
- 21 dicembre - Margret Rey, scrittrice e illustratrice statunitense (n. 1906)
- 22 dicembre - Garrett Birkhoff, matematico statunitense (n. 1911)
- 22 dicembre - Vinnie Ernst, cestista statunitense (n. 1942)
- 22 dicembre - Antonio Guarra, politico e avvocato italiano (n. 1928)
- 22 dicembre - Ruggero Moro, ciclista su strada italiano (n. 1916)
- 23 dicembre - Vladimir Balašov, attore sovietico (n. 1920)
- 23 dicembre - Rina Ketty, cantante francese (n. 1911)
- 23 dicembre - Maria Cristina di Borbone-Spagna, principessa spagnola (n. 1911)
- 24 dicembre - Takeo Doi, ingegnere aeronautico giapponese (n. 1904)
- 24 dicembre - Nguyễn Hữu Thọ, politico e rivoluzionario vietnamita (n. 1910)
- 24 dicembre - Milan Vasojević, allenatore di pallacanestro jugoslavo (n. 1932)
- 25 dicembre - Gino Levi Martinoli, dirigente d'azienda italiano (n. 1901)
- 25 dicembre - Enrique Marmentini, cestista cileno (n. 1922)
- 25 dicembre - Liberato Firmino Sifonia, compositore italiano (n. 1917)
- 26 dicembre - Vladimir Hudolin, neurologo e psichiatra jugoslavo (n. 1922)
- 26 dicembre - Narciso Jubany Arnau, cardinale e arcivescovo cattolico spagnolo (n. 1913)
- 26 dicembre - Oscar Valdambrini, trombettista italiano (n. 1924)
- 27 dicembre - Maybeth Carr, attrice statunitense (n. 1912)
- 27 dicembre - Luis Martín, cestista e dirigente sportivo argentino (n. 1913)
- 27 dicembre - Nicolae Militaru, generale e politico rumeno (n. 1925)
- 28 dicembre - Edward Carfagno, scenografo statunitense (n. 1907)
- 29 dicembre - Mireille Hartuch, compositrice, cantante e attrice francese (n. 1906)
- 29 dicembre - Len Rader, cestista statunitense (n. 1921)
- 29 dicembre - Oswald Szemerényi, glottologo e linguista ungherese (n. 1913)
- 30 dicembre - Lew Ayres, attore e regista statunitense (n. 1908)
- 30 dicembre - Lou Barle, cestista statunitense (n. 1916)
- 30 dicembre - Adriana De Roberto, attrice e doppiatrice italiana (n. 1908)
- 30 dicembre - Leonardo Garilli, imprenditore, ingegnere e dirigente sportivo italiano (n. 1923)
- 30 dicembre - Jack Nance, attore statunitense (n. 1943)
- 30 dicembre - Broome Pinniger, hockeista su prato indiano (n. 1902)
- 30 dicembre - Gino Sinimberghi, tenore e attore italiano (n. 1913)
- 31 dicembre - Wesley Addy, attore statunitense (n. 1913)
- 31 dicembre - Willy Brezza, compositore, pianista e arrangiatore italiano (n. 1935)
- 31 dicembre - Annie Ducaux, attrice francese (n. 1908)